# Салба
Салба — нагрудна прикраса, носили переважно на Буковині. Основою слугувала продовгувате, зі заокругленими кутами тканина (полотно або оксамит), на яку кріпились срібні монети. Закріплювали цю тканину на шиї пришитим до полотнини пасочком. У деяких салбах пасочок є декорований незначною вишивкою або приморщеним мереживом. Салба покривала довгий пазушний розріз вишитої сорочки.  Кількість нашитих монет часто перевищувала дванадцять рядів (35-50 монет). Традиційно першу монету для цієї прикраси дівчинці дарував хрещений, коли тій виповнювався рік.
Подібні прикраси також є складовою частиною національних костюмів тюркських народностей. 